# Pielgrzymowice (województwo małopolskie)
Pielgrzymowice – wieś w Polsce położona w województwie małopolskim, w powiecie krakowskim, w gminie Michałowice.
W latach 1975–1998 miejscowość położona była w województwie krakowskim.
Integralne części miejscowości: Baniówka, Koniowiec, Wodacze.